# Guy Consolmagno
Guy Joseph Consolmagno, SJ (Detroit, 19 de setembro de 1952), é um astrônomo e cientista planetário estadunidense. Trabalha no Observatório do Vaticano.

## Vida
Consolmagno estudou na University of Detroit Jesuit High School and Academy antes de obter os graus de B.A. (1974) e M.A. (1975) no Instituto de Tecnologia de Massachusetts (MIT) e um Ph.D. (1978) no Lunar and Planetary Laboratory da Universidade do Arizona, todos em ciência planetária. Em seguida a um pós-doutorado e prática como professor no Harvard College Observatory e MIT, em 1983 integrou o Corpo da Paz para servir no Quênia durante dois anos, ensinando astronomia e física. Depois foi professor assistente no Lafayette College em Easton, Pensilvânia.
Em 1989 entrou na Companhia de Jesus, prestando votos como irmão em 1991. Ao entrar na ordem foi designado astrônomo do Observatório do Vaticano, onde é curador da Coleção de Meteoritos do Vaticano, posição que mantém até a atualidade.
Em 2 de julho de 2014 recebeu o Carl Sagan Memorial Award.